# Phaonia musashinensis
Phaonia musashinensis är en tvåvingeart som beskrevs av Shinonaga 2003. Phaonia musashinensis ingår i släktet Phaonia och familjen husflugor. Inga underarter finns listade i Catalogue of Life.